# HD181627
HD181627 — хімічно пекулярна зоря спектрального класу A5, що має видиму зоряну величину в смузі V приблизно  8,7.
Вона  розташована на відстані близько 1336,7 світлових років від Сонця.